# Кіпаль чорноголовий
Кіпаль чорноголовий (Hesperiphona abeillei) — горобцеподібний птах із родини в’юркових, що мешкає у високогір’ях Центральної Америки, переважно в Мексиці та Гватемалі.
Це середньої величини птах з великим дзьобом. У самця чорна голова і яскраво-жовта верхня частина. Самка менш яскраво забарвлена і має меншу чорну шапку.
Вид був коротко описаний французьким натуралістом Рене Лессоном у 1839 році під біномінальною назвою Guiraca abaillei. Міжнародна спілка орнітологів тепер відносить кіпаля чорноголового разом із близькоспорідненим кіпалем жовтобровим до роду Hesperiphona. Цей рід був представлений французьким орнітологом Шарлем Люсьєном Бонапартом у 1850 році. Деякі орнітологічні організації відносять ці два види разом із костогризом до роду Coccothraustes.

## Зовнішні посилання
- Відео та фото з колекції птахів в Інтернеті